# Cham Khazām-e Do
Cham Khazām-e Do (persiska: چم خزام دو) är en ort i Iran.   Den ligger i provinsen Khuzestan, i den centrala delen av landet, 500 km sydväst om huvudstaden Teheran. Cham Khazām-e Do ligger 27 meter över havet och antalet invånare är 273.
Terrängen runt Cham Khazām-e Do är mycket platt. Runt Cham Khazām-e Do är det ganska tätbefolkat, med 144 invånare per kvadratkilometer. Närmaste större samhälle är Veys, 17,0 km söder om Cham Khazām-e Do. Omgivningarna runt Cham Khazām-e Do är i huvudsak ett öppet busklandskap.